# 陳偌汐
陳偌汐是一位中国女演員。

## 影視作品
- 2015 《屌丝男士》——飾 98
- 2017 《御宠娇妃》 ——飾 宫女
- 2017 《扶摇》—— 飾 宇文紫
- 2018 《延禧攻略》——飾 玲瓏[4][5]
- 2019 《独孤皇后》——飾 雲嬋
- 2023 《長相思》—— 飾 藍枚